# Adler Rauxel
Adler Rauxel (voluit Korfball Verein Adler Rauxel) is een Duitse korfbalvereniging.

## Geschiedenis
De club is opgericht in 1968 en is met 24 Duitse nationale titels 1 van de meest succesvolle Duitse korfbalclubs.

## Erelijst in Duitsland
- Duits kampioen, 24x (1975, 1976, 1977, 1978, 1981, 1982, 1983, 1984, 1985, 1986, 1987, 1988, 1989, 1990, 1991, 1999, 2002, 2003, 2005, 2007, 2008, 2009, 2010, 2011, 2016)
- DTP Cup kampioen, 5x (2006, 2007, 2009, 2010, 2011, 2014, 2018)
- IKF Europa Shield kampioen, 1x (2018)

## Europees
Adler Rauxel plaatste zich 24 maal voor de Europacup, als inzending vanuit Duitsland.
Van 1967 t/m 1986 werd de Europacup enkel op het veld gespeeld. In de editie van 1980 werd Adler Rauxel finalist. In de finale werd echter verloren van het Nederlandse PKC.
In de Europacups in de zaal kwam Adler Rauxel niet verder dan de 3e plaats, die wel 9 keer werd behaald.